# 的氏
的氏（いくはうじ）は、「的」を氏の名とする氏族。

## 概要
『古事記』によると、玉江氏・生江氏・阿芸那氏とともに葛城長江曾都毘古（かずらき の ながえ の そつびこ）の子孫とされている。『新撰姓氏録』山城皇別には、石川朝臣（蘇我氏）と同祖で、彦太忍信命の三世の孫、葛城襲津彦の子孫とある。
的臣の祖を葛城襲津彦にルーツを求めたのは、襲津彦が武勇や朝鮮外交で活躍した伝承があり、5世紀に朝鮮外交に従事していた的臣にとって丁度良い存在であったからであると考えられる。
的氏はその名前の由来からして弓矢と関係が深い。『日本書紀』巻第十によると、応神天皇の時代に的戸田宿禰（いくは の とだ の すくね）が平群木菟（へぐり の つく）とともに加羅へ派遣されている。そして、葛城襲津彦が帰国しないのは新羅が妨げているからだとして精兵で新羅を攻め、無事弓月の民と襲津彦を奪還したとある。
また巻第十二巻では、仁徳天皇12年7月3日に、高句麗から献上された鉄の盾と的を、群臣及び百寮が射たが、誰も射通すことができず、ただ1人盾人宿禰（たたひと の すくね）のみが的を射通したという。翌日、盾人宿禰は的戸田宿禰の名を賜り、彼が的氏の始祖とされている。戸田宿禰は、5年後に新羅への問責使として朝鮮半島へ派遣されている。別の箇所では、的臣の祖の口持（くちもち）が、仁徳天皇の命で皇后磐之姫命を連れ戻そうとして筒城宮へ向かったが、皇后からの返事を貰えず、悪天候の中ずっと立ち尽くしていたが、そんな兄の姿を見て、妹で侍女の国依媛（くによりひめ）が涙を流して和歌を詠んだ、というエピソードも語られている。
ただし、盾人の名前や伝説は後世の創作であるとする説も存在する。
仁賢天皇4年5月には、的臣蚊嶋（いくはのおみかしま）がなんらかの理由で獄死している。
6世紀には、的一族の半島でのさらなる活躍が見られる。『書紀』巻第十九には、推定544年の欽明天皇の任那復興計画に関連して、百済本記の引用文には、任那日本府の官人らしき人物として「烏胡跛臣（うごはのおみ）を遣召（よ）ぶといふ。蓋し是的臣なり」とあり、さらに「今（いま）的臣、吉備臣、河内直等、咸（みな）、移那斯（えなし）・麻都（まつ）が指撝（さしまね）くに従へらくのみ」・「的臣等、等とは吉備弟君臣、河内直等を謂ふなり・新羅に往来（かよ）ひしことは朕（わ）が心に非ず」とあるこの「的臣」は欽明天皇14年（推定553年）までにはなくなっていることも『書紀』には記載されている。
このほか、用明天皇2年（587年）には、炊屋姫を奉じた蘇我馬子の命により、的真噛（いくはのまくい）は、佐伯丹経手・土師磐村らとともに、穴穂部皇子・宅部皇子を殺害している。
宮城十二門の郁芳門は、的氏の名に由来し、大炊寮の正面に位置しており、大炊御門とも呼ばれている。淡路国津名郡育波郷（いくはのさと）の名が存在する理由として、淡路島が狩猟地であり、そのことは、
1. 『書紀』巻第十の応神天皇が実家の吉備へ里帰りさせたの兄媛の様子を見に行く記事[12]
2. 『書紀』巻第十二の履中天皇の河内飼部（こうちのうまかいべ）の黥（めさきのきず）にまつわる記事や、皇后の薨去の記事[13]
3. 『書紀』の允恭天皇が赤石の海で真珠（しらたま）を手に入れようとして、白水郎（あま）を潜らせようとした記事[14]

などに見られる。
また、淡路国が御食国であることとも大いに関係があると思われる。津名郡には、阿曇氏や海人、山直氏などが居住しており、的臣も、山の幸や海の幸を育波郷から確保したようである。尾張国海部郡に、「伊久波神社」が存在することも海産物確保のためとみられる。
上記のことから、的氏は軍事的性格とともに、大王の食膳に奉仕する役割も有していたと考えられる。
684年（天武天皇13年）の八色の姓では、的氏は新しい姓を与えられていない。

## ウジ名の由来
的（いくは）というウジ名の由来について、『日本書紀』では、仁徳天皇12年7月3日に、高句麗から献上された鉄の盾と的を、群臣及び百寮が射たが、誰も射通すことができず、ただ1人盾人宿禰のみが的を射通し、翌日、盾人宿禰は的戸田宿禰の名を賜ったというのが始まりであるとされている。
しかし、直木孝次郎は、筑紫国の浮葉が本来「イクハ」と呼ばれていたように、イクハとは本来地名なのであり、イクハ＝的というイメージは、イクハ（地名）と的（イクハ）が同音であること、的氏が朝鮮との外交に携わったことで武力的な氏族となっていたことなどから、後世に創造されたものであるとした。